# FC Onze Bravos do Maquis
Futebol Clube Onze Bravos do Maquis, beter bekend als Onze Bravos, is een Angolese voetbalclub uit de stad Luena. Ze spelen in de Girabola, de hoogste voetbaldivisie van Angola.

1° de Agosto ·
1° de Maio ·
Atlético Sport Aviação ·
Benfica Luanda ·
CR Caála · 
CD Huíla · 
GD Interclube · 
Kabuscorp SC ·
Recreativo do Libolo ·
Atlético Petróleos Namibe ·
Onze Bravos ·
Petro Atlético ·
Porcelana FC ·
Progresso do Sambizanga ·
GD Sagrada Esperança ·
Santos FC